# Gian Pietro Felisatti
Gian Pietro Felisatti (Vigevano, 1950 – Pavia, 18 giugno 2022) è stato un cantautore e compositore italiano che è stato attivo fra gli anni sessanta e la prima metà dei settanta come musicista e cantante del complesso dei Funamboli, e nella seconda metà del decennio come solista. Ha avuto notorietà anche all'estero, in particolare in Francia, Gran Bretagna e Spagna.

## Biografia
Musiche da lui composte sono state utilizzate per il cinema e la televisione ed è stato anche produttore discografico.
Come compositore ha firmato il brano di successo, Ancora, ancora, ancora, cantato da Mina, e, insieme a Claudio Daiano, la canzone Sei bellissima, interpretato da Loredana Bertè. Ha composto anche per Iva Zanicchi e per Andrea Bocelli (con Gloria Nuti e con Zucchero Fornaciari) Il mare calmo della sera, contenuto nell'album omonimo.. Per il complesso Il Magazzino Dei Ricordi ha composto la musica del brano Bugiarda e sola, i versi del quale sono stati scritti da Claudio Fontana. Ha collaborato anche con Cristiano Malgioglio e con Gatto Panceri.
Fra i suoi successi figurano anche i brani Super Superman (cantata da Miguel Bosé e co-composta con Danilo Vaona), Sylvie, Ancor di più (del 1978) e Ba Ba Go Go (del 1983).
Negli anni ottanta grazie al compositore e produttore Danilo Vaona collabora con la compagnia discografica Hispavox e Gamma Mexico in diversi album per Manuel Mijares, Rocío Banquells, Paloma San Basilio, Yuri, Pandora, Lucero, Daniela Romo, Alejandra Guzmán, Antonio De Carlo, Timbiriche, Bertha Patricia Manterola Carrión, Fey, Kairo, Miguel Bosé, Miguel Gallardo e Lucía Méndez.

## Discografia con i Funamboli

### Singoli
- 1966: La protesta/Il mondo siamo noi (Saint Martin Record, CAT 1013)
- 1967: Ipotesi negativa/Generalmente (Saint Martin Record, CAT 1019)
- 1968: Immagini/Soli sulla terra (Saint Martin Record, CAT 1026)
- 1968: Come un'ombra/Per ricominciare con te (Saint Martin Record, CAT 1029)
- 1968: Picnic a Green City/Soli sulla terra (Saint Martin Record, CAT 1030; pubblicato come Piter & i Funamboli)
- 1969: In me vivrai/Solo un'ora fa (Saint Martin Record, CAT 1046)
- 1971: Divertimento/Si tu ll'ammore (Saint Martin Record, CAT 459; pubblicato insieme a Barbara Lory come Barbara & i Funamboli)
- 1971: Cosa conti tu/Il viaggio (Saint Martin Record, CAT 460; pubblicato insieme ai Funamboli come Barbara & i Funamboli)
- Marzo 1972: Resta come sei/Tic Tac Tic Toc (Saint Martin Record; pubblicato insieme ai Funamboli come Barbara & i Funamboli)

### CD
- 1996: Rapallo Davoli 1966 (Giallo Records, SAF 004)
- 1996: Magic Bitpop vol. 19 (On Sale Music)

### Compilation
- 1989: Oracolo (Toast Records; i Funamboli sono presenti con Ipotesi negativa)

## Discografia da solista

### Singoli
- 1969: Corri corri/È la vita dei giovani (Saint Martin Record, CAT 1037; pubblicato come Piter)
- 1969: Cara/Dedicata a te (Saint Martin Record, CAT 1041; pubblicato come Piter)
- 1976: La bambola d'argilla/Adesso che è mattino (CBS, 4076; pubblicato come Piter Felisatti)
- 1977: Bambina/Sei carina (Insieme, INS 5506; pubblicato come Peter Felisatti)
- 1978: Ancor di più/Sylvie (Barclay, 62.299; pubblicato come Gian Pietro Felisatti)

## Musiche per la televisione e il cinema
- Storia di Piera (1983, come autore di Sei bellissima)
- Confidente de secundaria (1996, un episodio, come musicista e come autore di Estoy Excitado)
- Papitour (2007, come coautore di Super Superman)
- Banda sonora (2008, un episodio, come coautore di Super Superman)
- 1 quart de 3 (2008, un episodio, come coautore di Super Superman)
- ¡Feliz 2010! Cuéntame (2009, come coautore di Super Superman)